# Elliot Lee
Elliot Robert Lee (født 16. december 1994 i Durham, England) er en engelsk fodboldspiller, der spiller som angriber for Wrexham 

## Klubkarriere

### West Ham United
Lee startede med at spille for klubbens ungdomshold, hvorefter han i 2011 fik sin debut for klubbens senior reserve hold. Men i august 2012 skrev Lee under på sine første professionelle kontrakt. Han første kamp for West Ham United var den 1. januar 2013 imod Norwich City, hvor han sad på bænken hele kampen. Men den 16. januar 2013 fik han sin professionelle debut i 1-0 nederlaget på Old Trafford imod Manchester United i FA Cuppen, hvor han i 78' minut erstattede Ricardo Vaz Tê.

### Udlån hos Colchester United
Den 22. oktober 2013 skrev Lee under på en 1 måned lang kontrakt med Colchester United. Han scorede sit første mål for klubben den 2. november 2013 imod Rotherham United. Den 21. november 2013 vendte Lee tilbage til West Ham eftersom han havde spillet fire ligakampe og scoret et ligamål for klubben.

## Personlige liv
Elliot Robert Lee er søn af tidligere Newcaslte United profil og landsholdsspiller Rob Lee. Han er også lillebror til en anden professionel fodboldspiller, nemlig hans storebror Oliver Lee, som også har spillet i West Ham United.